# Lijst van oorlogsmonumenten in Barendrecht
De Nederlandse gemeente Barendrecht heeft 4 oorlogsmonumenten. Hieronder een overzicht.
| Nr.  | Object                               | Herdachte groep | Ontwerper                                                   | Onthulling        | Type        | Locatie                | Plaats      | Coördinaten                   | Foto                                 |
| ---- | ------------------------------------ | --- | ----------------------------------------------------------- | ----------------- | ----------- | ---------------------- | ----------- | ----------------------------- | ------------------------------------ |
| 596  | Monument aan de Bakkersdijk          | militairen in dienst van het Ned. Kon. 1940-1945                                                                                           |                                                             | 12 mei 1946       | plaquette   | Bakkersdijk, 2993 AA   | Smitshoek   | 51° 51' 25" NB, 4° 28' 53" OL | Monument aan de Bakkersdijk          |
| 601  | Verzetsmonument                      | militairen in dienst van het Ned. Kon. na 1945, militairen in dienst van het Ned. Kon. 1940-1945, verzet Nederland, geallieerde militairen |                                                             | 4 mei 1948        | gedenksteen | Dorpsstraat            | Barendrecht | 51° 51' 29" NB, 4° 31' 60" OL | Verzetsmonument                      |
| 713  | Monument voor Nederlandse Militairen | militairen in dienst van het Ned. Kon. 1940-1945                                                                                           | J.C. Moeckstorm                                             | 27 september 1952 | gedenksteen | Achterzeedijk, 2991 SB | Barendrecht | 51° 50' 5" NB, 4° 31' 56" OL  | Monument voor Nederlandse Militairen |
| 2293 | Plaquette in het NS-station          | burgerslachtoffers | Ir. H.G.J. Schelling (ontwerp), H.J. Winkelman (uitvoering) | 9 juli 1948       | plaquette   | Stationsweg 1, 2991 RN | Barendrecht | 51° 51' 16" NB, 4° 33' 7" OL  | Plaquette in het NS-station          |

Alblasserdam ·
Albrandswaard ·
Alphen aan den Rijn ·
Barendrecht ·
Bodegraven-Reeuwijk ·
Capelle aan den IJssel ·
Delft ·
Den Haag ·
Dordrecht ·
Goeree-Overflakkee ·
Gorinchem ·
Gouda ·
Hardinxveld-Giessendam ·
Hendrik-Ido-Ambacht ·
Hillegom ·
Hoeksche Waard ·
Kaag en Braassem ·
Katwijk ·
Krimpen aan den IJssel ·
Krimpenerwaard ·
Lansingerland ·
Leiden ·
Leiderdorp ·
Leidschendam-Voorburg ·
Lisse ·
Maassluis ·
Midden-Delfland ·
Molenlanden ·
Nieuwkoop ·
Nissewaard ·
Noordwijk ·
Oegstgeest ·
Papendrecht ·
Pijnacker-Nootdorp ·
Ridderkerk ·
Rijswijk ·
Rotterdam ·
Schiedam ·
Sliedrecht ·
Teylingen ·
Vlaardingen ·
Voorne aan Zee ·
Voorschoten ·
Waddinxveen ·
Wassenaar ·
Westland ·
Zoetermeer ·
Zoeterwoude ·
Zuidplas ·
Zwijndrecht